# Керченський залізорудний басейн
Керченський залізорудний басейн розташований на Керченському півострові Автономної Республіки Крим.

## Історія
Добувати руди в межах басейну почали наприкінці XIX ст. Керченський залізорудний басейн був одним із головних басейнів залізної руди в Російській імперії.

## Характеристика
Родовища залізних руд приурочені до мульд і прогинів широтного простягання довжиною 6-40 км і шириною 1,5-13 км. Загальна площа басейну понад 250 км². Рудний горизонт тяжіє до морських кімерійських відкладів нижнього пліоцену і представлений пологозалягаючими пластами піщано-глинистих порід з бурими залізняками. Головні родовища: Очерет-Бурунське, Ельтиген-Ортельське, Киз-Аульське, Новоселівське (південна група); Катерлезьке, Баксинське, Північне, Акманайське (північна група). Потужність рудних покладів від 0,5-2 м в крайових до 25-40 м в центральних частинах мульд (на глибині 140-180 м). Головні типи руд: коричневі (складені гідроферихлоритом, феримонтмо-рилонітом і гідрогетитом) і тютюнові (лептохлоритові). Коричневі руди сформувалися у верхній частині пласта за рахунок окиснення тютюнових руд. Переважаюча частина руд характеризується оолітовою структурою. Запаси залізних руд басейну становлять 1,8 млрд т, в тому числі 560 млн т коричневих руд (з вмістом заліза 37,5 %).

## Технологія розробки
Родовища розроблялися кар'єрами. Видобуток залізних руд припинено.